# Cinazepam
Cinazepam (BD-798, vendido sob a marca Levana) é um derivado atípico de benzodiazepina. Produz efeitos hipnóticos, sedativos e ansiolíticos com o mínimo de efeitos miorrelaxantes. Além disso, ao contrário de muitos outros hipnóticos benzodiazepínicos e não benzodiazepínicos, como diazepam, flunitrazepam e zopiclona, o cinazepam não altera a arquitetura do sono e a continuidade do sono de ondas lentas e do sono REM é aumentada. O cinazepam produz um estado de sono próximo do fisiológico e, por essa razão, pode ser vantajoso em comparação com outros medicamentos no tratamento da insônia e outros distúrbios do sono.
O cinazepam tem uma afinidade  de magnitude menor para o receptor de benzodiazepina do complexo GABAA em relação a outros benzodiazepínicos hipnóticos conhecidos, como nitrazepam e fenazepam. Além disso, em camundongos, é metabolizado rapidamente, restando apenas 5% do composto base em 30 minutos após a administração. O cinazepam é considerado um pró-fármaco da benzodiazepina; especificamente, do 3-hidroxifenazepam, seu principal metabólito ativo.